# Robert Fulke Greville
Robert Fulke Greville (3 février 1751 – 27 avril 1824) est un officier de l'armée britannique un courtisan et un politicien qui siège à la Chambre des communes entre 1774 et 1807.

## Biographie
Il est le fils de Francis Greville (1er comte de Warwick), et son épouse, Elizabeth Hamilton, il est un frère cadet de George Greville (2e comte de Warwick), et de Charles Francis Greville. Il fait ses études à l'Université d'Édimbourg. Il sert comme cornette dans le 10e Dragons en 1768, et est promu au grade de lieutenant en 1772; il devient capitaine dans le Grenadier Guards en 1775, et lieutenant-colonel en 1777. Il a peu de périodes de service actif, et est écuyer du roi George III de 1781 à 1797, pendant le premier épisode de la maladie mentale. Ses journaux intimes sont une précieuse source primaire,. Certains incidents sont intégrées dans le jeu La Folie de George III et de son adaptation cinématographique - où Greville est joué dans le film par Rupert Graves.
Ses devoirs d'écuyer ne l'empêchent pas de commencer une carrière parlementaire, d'abord comme député pour Warwick de 1774 à 1780, soutenant le parti Conservateur, et le gouvernement de Lord North. Il reprend du service en 1794 auprès du roi à Weymouth, et enregistre de nouveau dans son journal intime beaucoup de détails. Il est élu Fellow de la Royal Society cette même année.
En 1796, un an avant de quitter son poste en tant que écuyer, il est élu député de New Windsor, tenant la circonscription pendant dix ans. Le 19 octobre 1797, il épouse Louisa Murray (née Cathcart), comtesse de Mansfield - elle est la veuve de David Murray et fille de Charles Cathcart, 9e Lord Cathcart. Il est retourné à la maison royale, comme Valet de Chambre du roi de 1800 à 1818 (à partir de 1812, au Château de Windsor après la dernière apparition de la maladie de George III). Son journal intime racontant la période sont désormais conservés dans la Collection Royale.
Greville est mort en 1824. Son frère Charles François a fondé le port de Milford Haven et Robert, son fils et homonyme a tenté d'y apporter des améliorations.